# Експрес медового місяця
«Експрес медового місяць» (англ. The Honeymoon Express) — втрачений американська драма режисера Джеймса Флуда 1926 року. Це невідомо, але фільм може вийти з саундтреком Vitaphone.

## У ролях
- Віллард Луїс — Джон Ламберт
- Ірен Річ — Мері Ламберт
- Голмс Герберт — Джим Дональдсон
- Гелен Костелло — Маргарет Ламберт
- Джон Патрік — Натан Пек
- Джейн Вінтон — Естель
- Вірджинія Лі Корбін — Бекі
- Гарольд Гудвін — Ленс
- Роберт Броуер — Дік Дональдсон
- Карменсіта Джонсон — дитина